# 인제향교
인제향교(麟蹄鄕校)는 대한민국 강원특별자치도 인제군 인제읍에 있는 향교이다. 1985년 1월 17일 강원특별자치도의 문화재자료 제103호로 지정되었다.

## 개요
향교는 공자와 여러 성현께 제사를 지내고 지방민의 교육과 교화를 위해 나라에서 세운 교육기관이다.
인제향교는 조선 태조 7년(1398)에서 태종 7년(1407) 사이에 세운 것으로 추정하고 있다. 이 때 건물은 임진왜란 때 불타 없어졌다고 전하며, 광해군 2년(1610)에 다시 지었고, 이후 몇 차례 옮겨 지었다. 1930년에는 대홍수로 대성전, 명륜당, 동재·서재 등이 모두 유실되어 4년 후 지금 있는 자리로 옮겨 지었다. 그 뒤 한국전쟁으로 대성전을 제외한 향교의 건물 대부분이 불에 탄 것을 1959년 파손된 대성전을 고치고, 명륜당을 다시 지었다. 1964년에는 대성전의 일부를 보수하였고 내삼문과 동재·서재,삼문루를 다시 지었다.
대성전은 공자를 비롯하여 중국과 우리나라 유학자의 위패를 모시고 있다.
조선시대에는 나라에서 토지와 노비·책 등을 지원받아 학생을 가르쳤으나, 지금은 교육 기능은 없어지고 제사 기능만 남아 있다.

## 참고 자료
- 인제향교 - 국가유산청 국가유산포털